# Zakonnik (skała)

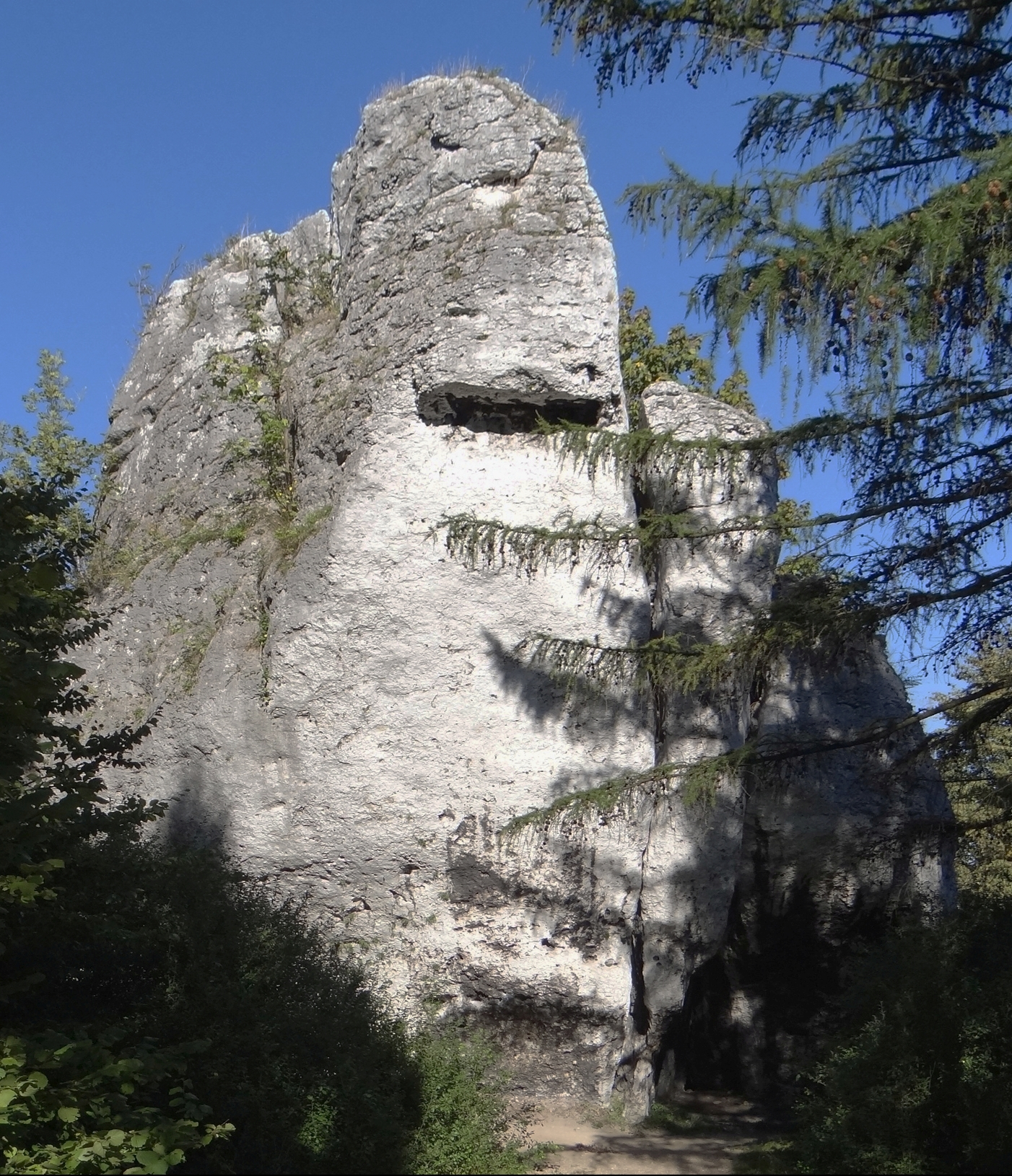

Zakonnik – skała na Wyżynie Częstochowskiej, w miejscowości Podzamcze, w województwie śląskim, w powiecie zawierciańskim, w gminie Ogrodzieniec. Znajduje się w odległości około 90 m na północny wschód od północnych murów Zamku Ogrodzieniec i 25 m na północ od skały Adept. Pomiędzy skałami tymi biegnie polna droga
Zakonnik znajduje się w lesie, tylko jego południowa ściana opada na niewielką polankę, przez którą biegnie droga polna. Zbudowany jest z twardych wapieni skalistych, ma ściany pionowe lub przewieszone o wysokości 14 m. Na południowej ścianie jest 9 dróg wspinaczkowych o trudności od VI do VI.5 w skali Kurtyki. 7 z nich ma zamontowane stałe punkty asekuracyjne: ringi (r) i stanowiska zjazdowe (st). Tylko na jednej drodze wspinaczka tradycyjna (trad).
1. Małe jest piękne; 5r + st, VI.4+
2. Blady knif; 5r + st, VI.4+
3. Sam miód; 5r + st, VI.4
4. Krew i honor; 5r + st, VI.5
5. Oda do Pytona; 5r + st, VI.4+
6. Rysa Zakonnika; VI, trad
7. Palec; 5r + st, VI.3
8. Rysa Salcesona; st, VI.2
9. Sam gnój; 3r + st, VI.4[3].